# Йёранссон, Антония
Антония Йёранссон (швед. Antonia Göransson; род. 16 сентября 1990, Стокгольм) — шведская футболистка, полузащитница.

## Карьера

### Клубная
В молодости выступала за пять клубов, самым популярным из которых стал «Мальмё». Летом 2008 года дебютировала в составе «Кристианстадса» в чемпионате Швеции. Выступала за него в течение двух лет, забив в 35 официальных матчах 25 голов. В сезоне 2010/2011 появилась в немецком чемпионате в составе «Гамбурга», заняв с ним четвёртое место. В 2011 году была выкуплена потсдамской «Турбиной», с которой в 2012 году выиграла чемпионат Германии.

### В сборной
В сборной играет с 2010 года. На чемпионате мира 2011 года с Софией Якобссон составила ударный дуэт в атаке — обе забили по два мяча. В итоге шведская сборная завоевала бронзовые награды на чемпионате мира. В 2012 году Антония вошла в состав сборной на Олимпийских играх.